# Linnaemya polychaeta
Linnaemya polychaeta là một loài ruồi trong họ Tachinidae.